# 吕萨和农特罗诺
吕萨和农特罗诺（法語：Lussas-et-Nontronneau）是法国多尔多涅省的一个市镇，位于该省北部，属于农特龙区。该市镇总面积22.35平方公里，2009年时的人口为323人。

## 人口
吕萨和农特罗诺人口变化图示